# 陈乔年
陈乔年（1902年9月2日—1928年6月6日），又名遐乔，笔名罗丝、克拉辛等，男，安徽安庆人，中国共产党早期领导人之一，陈独秀的次子，陈延年的弟弟。

## 生平
陈乔年开蒙于安庆家乡私塾，辛亥革命后考入新式学校。1913年，因父亲陈独秀在安徽从事反袁革命活动，陈延年、陈乔年兄弟俩受到牵连，逃往怀宁乡下避难，在安庆的求学亦受到影响，二人遂开始离乡求学之路。
1914年，陈乔年入北京法文高等学堂，1916年毕业。之后赴上海求学，先后就读于上海法语补习学校、震旦大学。1919年底，为了探求救国救民的真理，他留法勤工俭学。陈乔年初期信仰无政府主义，在经过认真刻苦的学习和拒款运动等实际斗争的锻炼后，1921年后逐渐转向信仰马克思主义。
1922年6月3日，陈乔年出席在巴黎西郊布洛涅森林召开的旅欧中国少年共产党成立大会，正式加入旅欧中国少年共产党。同年，他转为中国共产党党员。次年3月，陈乔年由法国赴苏联，进入莫斯科东方劳动者共产主义大学学习，曾任第五期旅莫地方执行委员会文化部主任、第六期旅莫地方执行委员会书记。1925年7月，陈乔年根据中央决定由莫斯科回国，8月份到达上海。此后，他先后任中共北京地委组织部部长、中共北方区委组织部部长，在领导国民会议促成会、悼念孙中山、声援五卅、首都革命、反对八国通牒国民大会等政治运动中做了大量的组织和宣传工作。期间，陈乔年为了严密党的组织工作，加强区委对北方各级党组织和党员的管理，设计了各式统计表格，分发给各级党组织使用；同时制定了组织工作制度，要求各级组织遵照执行。这些创举成为了中国共产党组织建设初期的宝贵经验，在陈乔年担任组织部长期间，北方地区的党组织有了很大发展，到1926年7月，原本在1924年仅有75人的北方区党组织党员人数增加至2069人。1927年，陈乔年从上海赴武汉，以政治委员会委员身份参与党的组织工作，并在中国共产党第五次全国代表大会上当选中央委员。
中共五大后，陈乔年进入中组部，6月3日至6月下旬，陈乔年任代理中央秘书长，主持中组部日常工作。7月下旬调任湖北省委常委兼组织部部长。
中国国民党清党后，1927年8月7日他参加了中共中央在漢口召开的八七会议。会后，中共中央调陈乔年担任中共湖北省委组织部部长。同年秋，他奉命返回上海，调任中共江苏省委组织部部长，同时任中共江苏省委书记王若飞等人在白色恐怖下坚持开展工作，重建恢复党的基层组织，组织工人运动与武装斗争。
1928年2月16日，中共江苏省委机关在英租界北成都路刺绣女校秘密召开区委组织部长会议时，由于叛徒唐瑞林的告密，会议遭到上海国民党当局破坏，陈乔年等人被逮捕入狱。 入狱后，面对敌人的严刑拷打，陈乔年始终不为所动，没有透露任何关于党组织的机密，在自己的身份暴露后，仍以顽强的革命乐观主义精神鼓励其他同志，保持革命气节，继续为党的事业奋斗，“让子孙后代享受前人披荆斩棘的幸福吧！”难友们询问他对党和家庭有何遗言，陈乔年道，“对家庭毫无牵挂，对党的尽力营救，表示衷心感谢。”
1928年6月6日，陈乔年与郑复他、许白昊在上海龙华枫林桥边被杀害，尸体被抛入黄浦江。陈乔年时年25岁。其兄陈延年也在一年前遇害，两兄弟的衣冠冢均安葬于龙华烈士陵园。

## 家庭
陈乔年和史静仪育有一子一女，儿子陈红五早夭，女儿陈鸿，1944年参加新四军，1948年任华野10兵团当仓库管理员，随后南下参加福建战役，中华人民共和国建国后，她在福州市公安局、轻工局工作，直至退休。

## 纪念
安徽省安庆市迎江区大南门西边的南水关巷，现保存着一栋清末的老宅，这便是“陈延年、陈乔年读书处”。安庆市宜秀区白泽湖乡境内有陈氏宗祠，陈独秀诞生地遗址，陈独秀故居（文保单位名称：陈延年、陈乔年烈士故居旧址）。
2018年为纪念革命烈士，安庆市将东部新城独秀大道西侧一条支路命名为“乔年路”。
安徽省合肥市有“延乔路”。
陈乔年葬在龙华烈士陵园（衣冠冢）。在《觉醒年代》播出后，有观众记住了陈乔年的小名“小苹果”，在他的墓前放了一个苹果。

## 荧幕形象
| 年份   | 片名                 | 扮演者 | 备注   |
| ------ | -------------------- | ------ | ------ |
| 2001年 | 《日出东方》         | 不详   | 电视剧 |
| 2005年 | 《我的法兰西岁月》   | 张博   | 电视剧 |
| 2012年 | 《我们的法兰西岁月》 | 代旭   | 电视剧 |
| 2013年 | 《寻路》             | 不详   | 电视剧 |
| 2021年 | 《觉醒年代》         | 马启越 | 电视剧 |
| 2021年 | 《百炼成钢》         | 赵志伟 | 电视剧 |